# Okemah
Okemah is een plaats (city) in de Amerikaanse staat Oklahoma, en valt bestuurlijk gezien onder Okfuskee County.

## Demografie
Bij de volkstelling in 2000 werd het aantal inwoners vastgesteld op 3038.
In 2006 is het aantal inwoners door het United States Census Bureau geschat op 2973, een daling van 65 (-2.1%).

## Geografie
Volgens het United States Census Bureau beslaat de plaats een oppervlakte van
6,9 km², waarvan 6,7 km² land en 0,2 km² water. Okemah ligt op ongeveer 277 m boven zeeniveau.

## Plaatsen in de nabije omgeving
De onderstaande figuur toont nabijgelegen plaatsen in een straal van 20 km rond Okemah.

## Geboren
- Woody Guthrie (1912-1967), muzikant
- William Pogue (1930-2014), astronaut